# Єжи Ольшевський (політик)

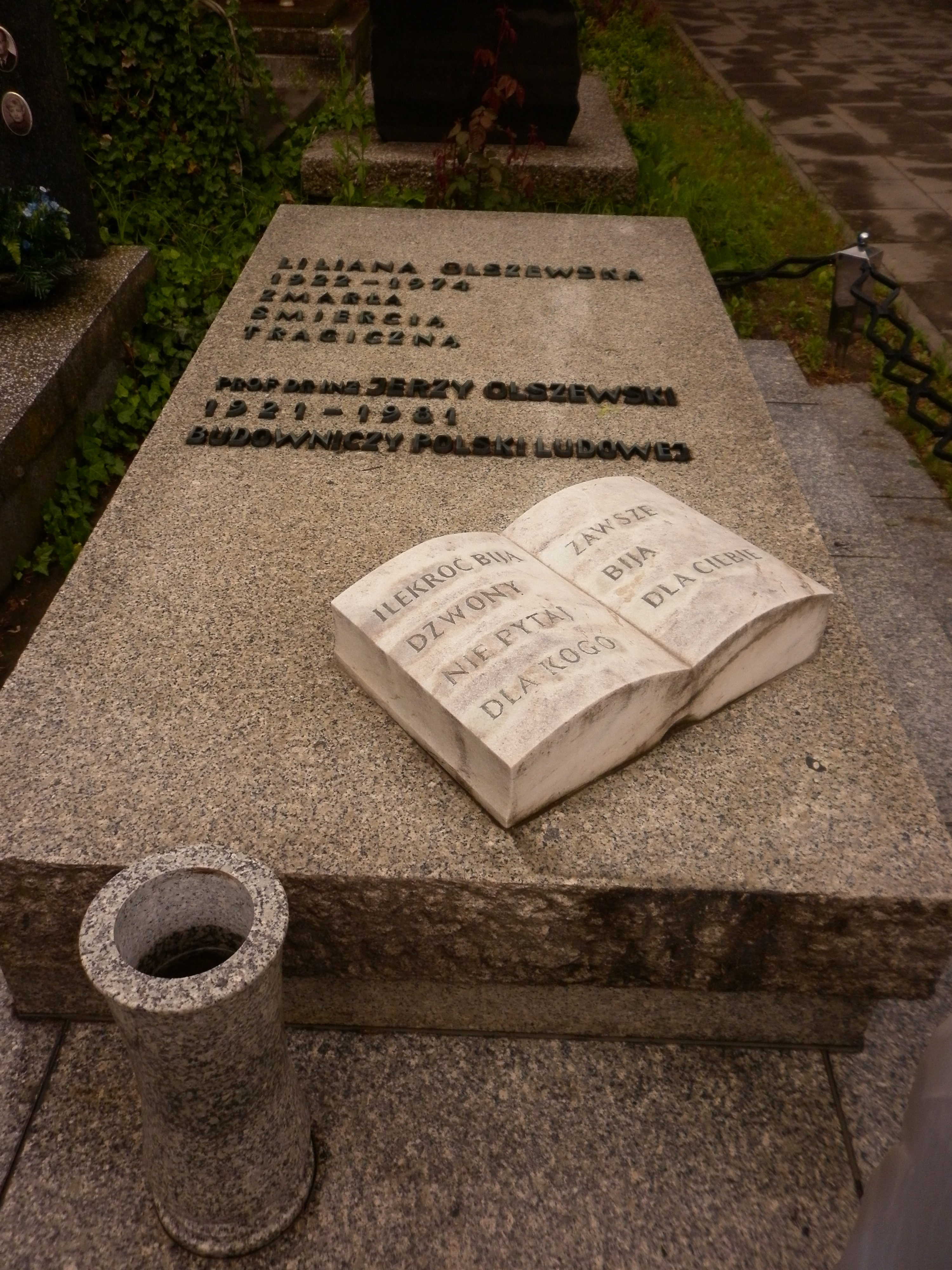
Могила Єжи Ольшевського на Військовому цвинтарі Повонзки

Єжи Ольшевський (пол. Jerzy Olszewski, 24 березня 1921, Ченстохова — 22 травня 1981, Скубянка) – польський інженер-хімік і політик. Міністр хімічної промисловості (1971–1974), міністр зовнішньої торгівлі та морського господарства (1974–1980), член парламенту ПНР II, III, IV й V каденцій. Будівельник Народної Польщі.

## Біографія
Народився у Стефана та Станіслави. Під час окупації працював лісничим. 1949 р. закінчив Сілезьку політехніку. Після закінчення навчання почав працювати в хімічній промисловості. У 1952–1965 рр. обіймав посаду директора на Хімічному заводі в Бидгощі, Лакофарбовому заводі «Boruta» та на Хімічному заводі в Освенцимі, після цього, у 1971 р. обіймав посаду директора Спілки азотної промисловості в Кракові. 1970 р. здобув науковий ступінь доктора хімічних наук, а в 1972 р. доцента кафедри технічних наук.
1946 р. вступив до Польської соціалістичної партії, а 1948 р. перейшов до Польської об'єднаної робітничої партії. У 1957–1972 рр. був народним депутатом Сейму ПНР II, III, IV і V скликання. 1971 р. був заступником голови Планової комісії при Раді Міністрів, з 26 жовтня 1971 р. по 21 листопада 1974 р. міністром хімічної промисловості, а з 21 листопада 1974 р. по 31 січня 1980 р. Міністром зовнішньої торгівлі та морського господарства. У 1975–1980 рр. був членом ЦК Польської об’єднаної робітничої партії. У 1980 р. його виключили з партії та звинуватили у фінансових крадіжках. Похований на військовому цвинтарі Повонзки у Варшаві (могила A35-5-1).

## Нагороди
- Орден Будівельників Народної Польщі (1974)
- Орден «Стяг Праці» I класу
- Орден «Стяг Праці» II класу
- Лицарський хрест Ордену Відродження Польщі
- Золотий хрест Заслуги (1952)[2]
- Срібний хрест Заслуги (1951)[3]